# (20135) Juels
(20135) Juels ist ein Asteroid des Hauptgürtels, der am 7. Mai 1996 vom italo-amerikanischen Astronomen Paul G. Comba am Prescott-Observatorium (IAU-Code 684) in Arizona entdeckt wurde.
Benannt wurde der Asteroid nach dem US-amerikanischen Amateurastronomen Charles W. Juels (1944–2009), der 2003 gemeinsam mit Paulo R. Holvorcem für die Entdeckung des Kometen C/2002 Y1 mit dem Harvard-Smithsonian Comet Award ausgezeichnet wurde.